# Fuzzy (album)
Pour les articles homonymes, voir Fuzzy.
 (juillet 2013).
Si vous disposez d'ouvrages ou d'articles de référence ou si vous connaissez des sites web de qualité traitant du thème abordé ici, merci de compléter l'article en donnant les références utiles à sa vérifiabilité et en les liant à la section « Notes et références ».
Albums de Grant Lee Buffalo
Mighty Joe Moon
(1994)
Fuzzy est le premier album studio du groupe américain Grant Lee Buffalo, sorti le 23 février 1993. On retrouve sur ce disque le titre Fuzzy qui s'est classé dans les meilleures ventes de singles en France et aux Pays-Bas.

## Pochette de l'album
Dans l'arrière plan de l'album, on aperçoit la tête de Grant Lee Phillips, le chanteur du groupe.

## Liste des pistes
1. The Shining Hour  – 3:53
2. Jupiter And Teardrop  – 5:57
3. Fuzzy  – 4:59
4. Wish You Well  – 3:30
5. The Hook  – 4:13
6. Soft Wolf Tread  – 2:52
7. Stars 'N' Stripes  – 4:43
8. Dixie Drug Store  – 5:07
9. America Snoring  – 3:39
10. Grace  – 6:15
11. You Just Have To Be Crazy  – 3:35

## Membres de l'album
- Grant Lee Phillips
- Paul Kimble
- Joey Peters